# Opuntia heliabravoana
El tetechal (Opuntia heliabravoana) es una planta perteneciente a la familia de los cactos (Cactaceae).

## Clasificación y descripción
Es una especie de hábito rastrero,  generalmente los cladodios se elevan de 0.58 a 1.30 m de altura,   extendidos hasta 4 m. Cladodios, anchamente obovados a subcirculares, el ápice cordiforme (en forma de corazón) emarginado o redondeado, base angostada, de 21 a 50 cm de largo y de 15 a 40 cm de ancho,  de color verde limón, algo amarillentos. Epidermis lisa. Aréolas hundidas, 18 a 21 series, las inferiores dispuestas transversalmente, distantes de 0.8 a 2 cm entre sí, de 2 a 3 mm de diámetro. Glóquidas amarillas de 2 a 4 mm de largo. Espinas de 1 a 2, de 0.4 a 1.3 cm de largo, rígidas, aciculares, aplanadas en la base, adpresas al cladodio, blanco amarillentas en la base, dispuestas en la parte superior de la aréola. Flores de 6 cm de diámetro en la antesis. Pericarpelo subgloboso, de 2.5 a 3.2 cm de largo y 2.5 a 2.8 cm de ancho, con aréolas dispuestas en 8 series. Segmentos exteriores verde amarillentos con una ancha estría central rojiza. Segmentos interiores amarillos pasando al segundo día a salmón; filamentos y anteras amarillas; estilo amarillo con tintes rosados; lóbulos del estigma 10, verdes, de 5 mm de largo. Florece de marzo a mayo.  Frutos globosos, de 3 cm de diámetro, a veces elípticos, umbilicados, verde amarillentos, con manchas salmón cuando maduros; espinas y pelos ausentes; glóquidas amarillas, abundantes. Fructifica de junio a agosto. Los frutos persisten sobre los cladodios durante todo el año o más. Semillas elipsoides, anguladas, hasta 90 en un solo fruto, de 2.5 a 3 mm de diámetro. Florece de marzo a mayo y fructifica abundantemente de junio a agosto. Los frutos persisten sobre los cladodios durante todo el año o más.

### Características distintivas para la identificación de esta especie
Planta rastrera, 0.58 a 1.30 m de altura, extendida hasta 4 m. Tronco ausente. Cladodios glabros, obovados a subcirculares, ápice cordiforme emarginado o redondeado, verde limón, algo amarillento. Aréolas hundidas, 18 a 21 series, con fieltro crema hasta gris negruzco. Glóquidas amarillas. Espinas 1 a 2, adpresas al cladodio, blanco amarillentas en la base y ápice ambarinos. Flores amarillos pasando al segundo día a salmón. Frutos globosos, verde amarillentos, con manchas salmón cuando maduros.

## Distribución
Es una especie endémica de México, se distribuye en los estados de: Puebla, Estado de México, Hidalgo, San Luis Potosí y Tlaxcala.

## Ambiente
Especie que habita en zonas semiáridas, característica del matorral xerófilo. Hábitat, el tipo de suelo es Feozem en 90%, Cambisol en 5%, Litosol en 4% y Regosol en 1%. Se encuentra en dos tipos generales de clima; templado subhúmedo (Cw) y seco semiárdido (Bs),  cuyas temperaturas promedio son de 12 a 18 °C y un precipitación de 200 a 400 mm anuales, en altitudes de 1000 a 2500 m s. n. m.

## Estado de conservación
Especie con gran potencial ornamental, sus frutos son abundantes, sin embargo no son aprovechados comercialmente. Todas las especies del género Opuntia se encuentra dentro del Apéndice II del CITES, el cual permite la cosecha del material en campo si se tiene un permiso de SEMARNAT. No se encuentra bajo ninguna categoría de acuerdo a la NOM-059-ECOL-SEMARNAT-2010 de la SEMARNAT. Tampoco se encuentra bajo ninguna categoría de acuerdo a la Unión Internacional de la Conservación de la Naturaleza (IUCN)